# La Ceda
La Ceda fou un setmanari, portaveu del partit Acció Popular Catalana a la província de Tarragona. Es va començar a publicar el 17 de febrer de 1935 i va acabar el 15 d'agost de 1935.

## Història
Aquest diari sorgeix a partir de l'ideari polític de les persones simpatitzants amb la Ceda o "Acció Popular Catalana" (cal dir que era una gran part de la població tarragonina en aquella època) i es va utilitzar com a instrument de difusió de la Ceda al camp de Tarragona. Aquest setmanari dedicava especial atenció a la política nacional i municipal a través d'articles contraris a les polítiques d'esquerra. També tractava temes tarragonins i activitats socials en menor mesura. Polemitzava amb diaris i publicacions d'esquerres i, concretament, amb Manuel Azaña, la seva figura i els seus seguidors.

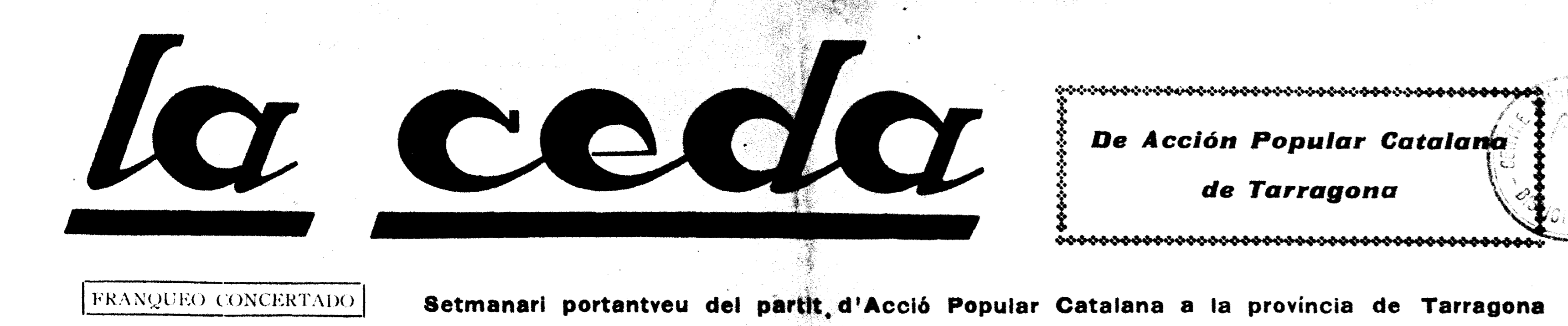
Capçalera de La Ceda

## Aspectes tècnics
La Ceda tenia 4 pàgines de 5 columnes cadascuna. Aquest setmanari sortia cada setmana. El seu preu era de 15 cèntims el número i 2,50 pessetes el trimestre. La mida del format era de 50x35 cm. Els titulars eren bàsicament informatius i propagandístics i hi podem trobar il·lustracions humorístiques com un quadre d'humor de crítica política.

## Localització
- Biblioteca Hemeroteca Municipal de Tarragona
- Biblioteca Pública de Tarragona